# Jean-Richard Bloch
Jean-Richard Bloch, francosko-judovski pisatelj, kritik in dramatik, * 1884, † 15. marec 1947.